# أدريان ديفيس
أدريان ديفيس هو لاعب كرة القدم الكندية كندي، ولد في 17 ديسمبر 1981 في Greenfield Park, Quebec ‏ في كندا.

## وصلات خارجية
- أدريان ديفيس على موقع JustSportsStats.com (الإنجليزية)